# کمانه (فیلم)
کمانه (به انگلیسی: Ricochet) فیلمی محصول سال ۱۹۹۱ و به کارگردانی راسل مالکهی است. در این فیلم بازیگرانی همچون دنزل واشینگتن، جان لیسگو، آیس-تی، کوین پولاک، لیندسی واگنر، ماری الن ترینور، ویکتوریا دیلرد، جان آموس، توماس روسالس، جسی ونتورا ایفای نقش کرده‌اند.

## خلاصه داستان
«نیک استایلز» (واشینگتن)، پلیس تازه‌کار، قاتل روان پریشی به نام «ارل تالبوت بلیک» (لیتگو) را دستگیر می‌کند و به سمت معاونت دادستان «پریسیلا بریملی» (واگنر) انتخاب می‌شود. اما پس از چندی «بلیک» از زندان فرار می‌کند تا انتقامش را از «نیک» بگیرد.